# Horizon Air

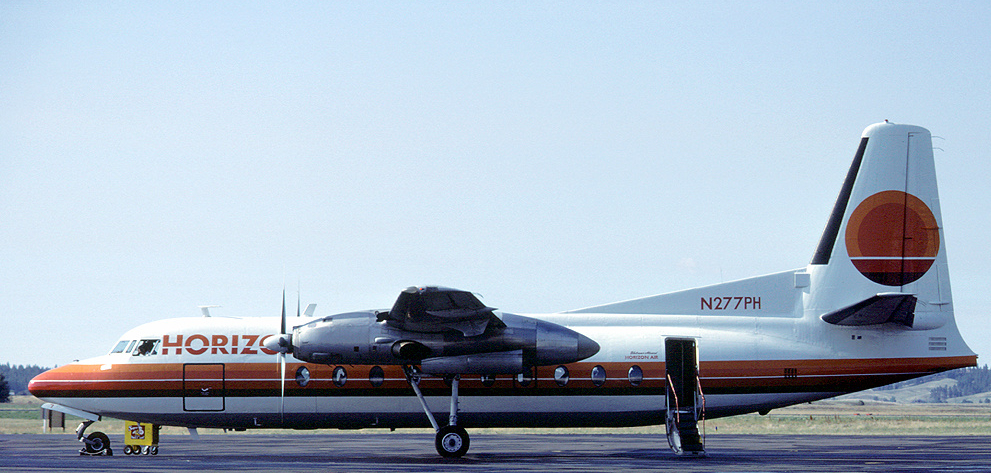
Fairchild F27 в Международном аэропорту Спокан

Horizon Air Industries, Inc. (действующая, как Horizon Air) — региональная авиакомпания Соединённых Штатов со штаб-квартирой в Си-Так (штат Вашингтон). Восьмой по величине региональный авиаперевозчик США, работающий в 52-х аэропортах Соединённых Штатов Америки и Канады.
Horizon Air вместе с магистральной авиакомпанией Alaska Airlines входит в состав авиационного холдинга Alaska Air Group и имеет партнёрские соглашения (код-шеринг) с другими крупными авиаперевозчиками США Northwest Airlines, American Airlines и Delta Air Lines.

## История

### 1980-е годы
Авиакомпания Horizon Air была основана в мае 1981 года инвестором Милтом Култом и начала операционную деятельность 1 сентября того же года, имея собственный флот из трёх самолётов Fairchild F-27. Первый регулярный рейс был запущен из Сиэтла в небольшой городок Якима, а спустя неделю был открыт второй маршрут из Сиэтла в Песко. Головной офис перевозчика размещался в старом здании на территории аэропорта Си-Так.
17 июня 1982 года Horizon Air приобрёл небольшую местную авиакомпанию Air Oregon, руководство обеих авиакомпаний решило провести объединение двух структур, поскольку оба перевозчика теряли сотни тысяч долларов ежемесячно, конкурируя друг с другом на одних и тех же регулярных маршрутах. В сентябре 1983 года совет директоров Horizon Air дал согласие на приобретение ещё одного местного авиаперевозчика Transwestern Airlines, базировавшегося в штате Юта, после чего компания очередной раз подверглась структурной перестройке в целях сокращения операционных издержек и снижения дефицита в оборотных средствах.
Авиакомпания взяла в мокрый лизинг реактивный самолёт Douglas DC-9, а в июле 1984 года приобрела собственный Fokker F28, который стал первым реактивным самолётом, принадлежавшим только Horizon Air.
В 1984 году Horizon Air в целях получения дополнительных оборотных средств прошла процедуру акционирования. IPO было крайне необходимо компании, поскольку с момента её образования только один год был закрыт с прибылью, а остальные три оказались убыточными. 8 сентября 1985 года авиакомпания подписала договор с канадской авиастроительной компанией de Havilland Canada на приобретение самолётов de Haviland Dash 8. Летом того же года было заключено код-шеринговое соглашение с магистральной авиакомпанией США United Airlines, которое привлекло к себе внимание руководство другого магистрального перевозчика Alaska Airlines. В конце 1985 года Horizon Air заключила соглашение на приобретение своего главного конкурента на рынке региональных перевозок Вашингтона — авиакомпании Cascade Airways, однако в начале следующего года вышла из этого соглашения в одностороннем порядке, поскольку сама была приобретена авиационным холдингом Alaska Air Group. В 1988 году авиакомпания подписала партнёрский договор с Northwest Airlines, а в следующем году получила статус международной авиакомпании, открыв в мае месяце регулярные рейсы в Ванкувер и Викторию на самолётах Dash-8-100 и Fairchild Swearingen Metroliner.

### 1990-е годы

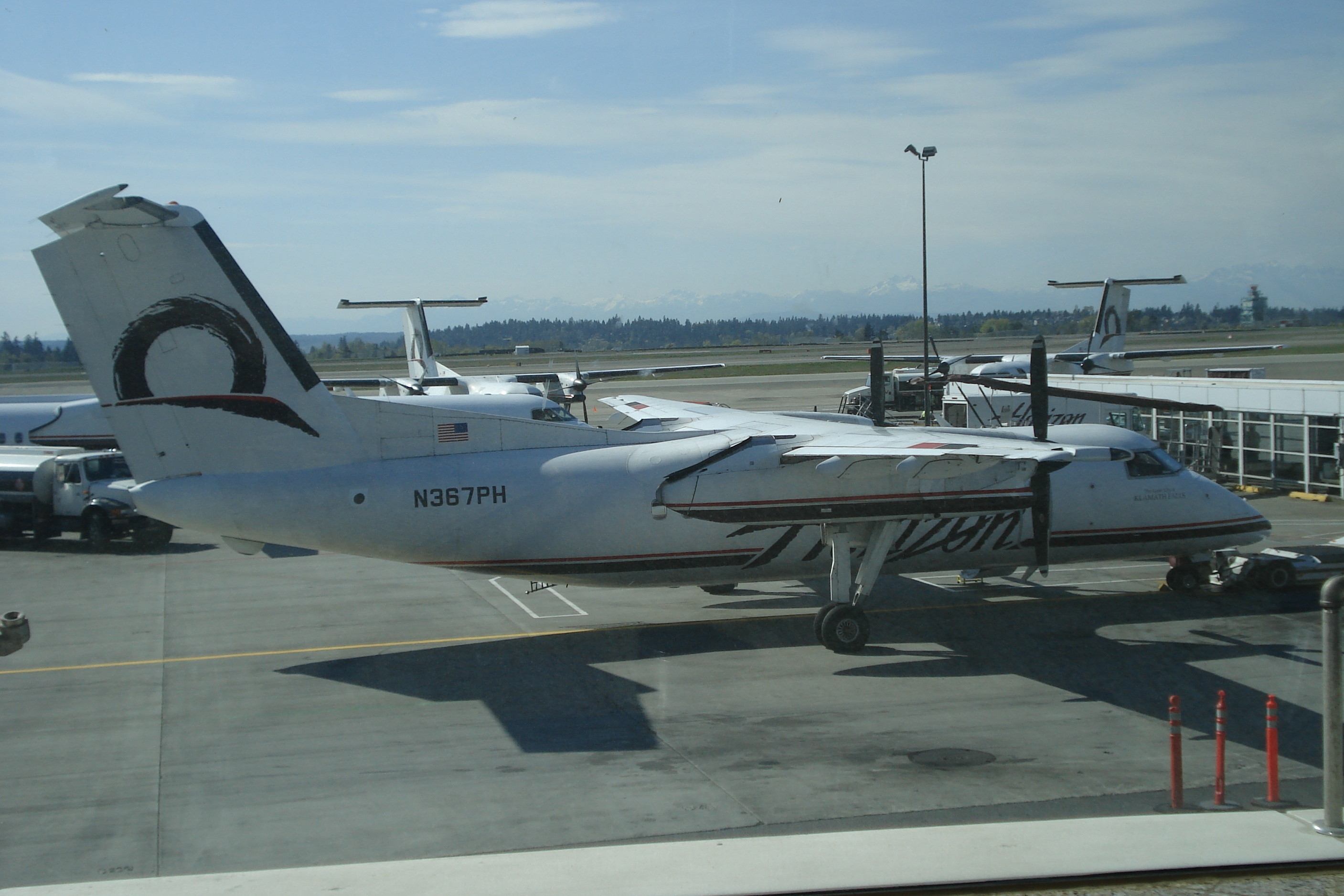
Bombardier Q200 в Международном аэропорту Сиэтл/Такома, 2007 год

В начале 1990-х годов Horizon Air заключила контракт на поставку турбовинтовых пассажирских самолётов Dornier 328, намереваясь заменить ими эксплуатируемый парк Fairchild Metroliners. В период с ноября 1993 по ноябрь 1995 года авиакомпания получила 12 самолётов Dornier 328, однако в 1997 году вывела их своего флота по причине необходимости стандартизации парка под самолёты Dash-8.

### 2000-е годы
Весной 2007 года Horizon Air открыла регулярные маршруты из Лос-Анджелеса и Сиэтла в Санта-Розу (Калифорния), для удовлетворения возросшего спроса на рынке винодельческой промышленности и индустрии туризма. Данные маршруты явились знаковым событием для калифорнийского округа Сонома, не имевшего регулярных пассажирских рейсов в свой аэропорт на протяжении последних шести лет. Новые рейсы оказались настолько популярны и востребованы, что осенью 2007 года авиакомпания открыла ещё один беспосадочный маршрут из Санта-Розы в Портленд и увеличила количество ежедневных рейсов на уже эксплуатируемых направлениях.

### Дополнительные сведения
Horizon Air полностью принадлежит авиационному холдингу Alaska Air Group. По состоянию на март месяц 2007 года в авиакомпании работало 4040 сотрудников.
Самолёты авиакомпании Horizon Air можно увидеть в нескольких кинофильмах, например, в фильме «Военные игры» 1983 года и «Джорджия» 1995 года выпуска.

## Маршрутная сеть авиакомпании
Авиакомпания Horizon Air выполняет регулярные рейсы по 52-м аэропортам штатов Аризона, Калифорния, Айдахо, Монтана, Невада, Орегон и Вашингтон, в канадские провинции Альберта, Британская Колумбия и мексиканский штат Южная Нижняя Калифорния. Код-шеринговые соглашения холдинга Alaska Air Group с крупными авиаперевозчиками, позволяют пассажирам авиакомпании летать в города, непосредственно не входящие в её маршрутную сеть, пользуясь всеми привилегиями бонусных программ холдинга.

## Флот

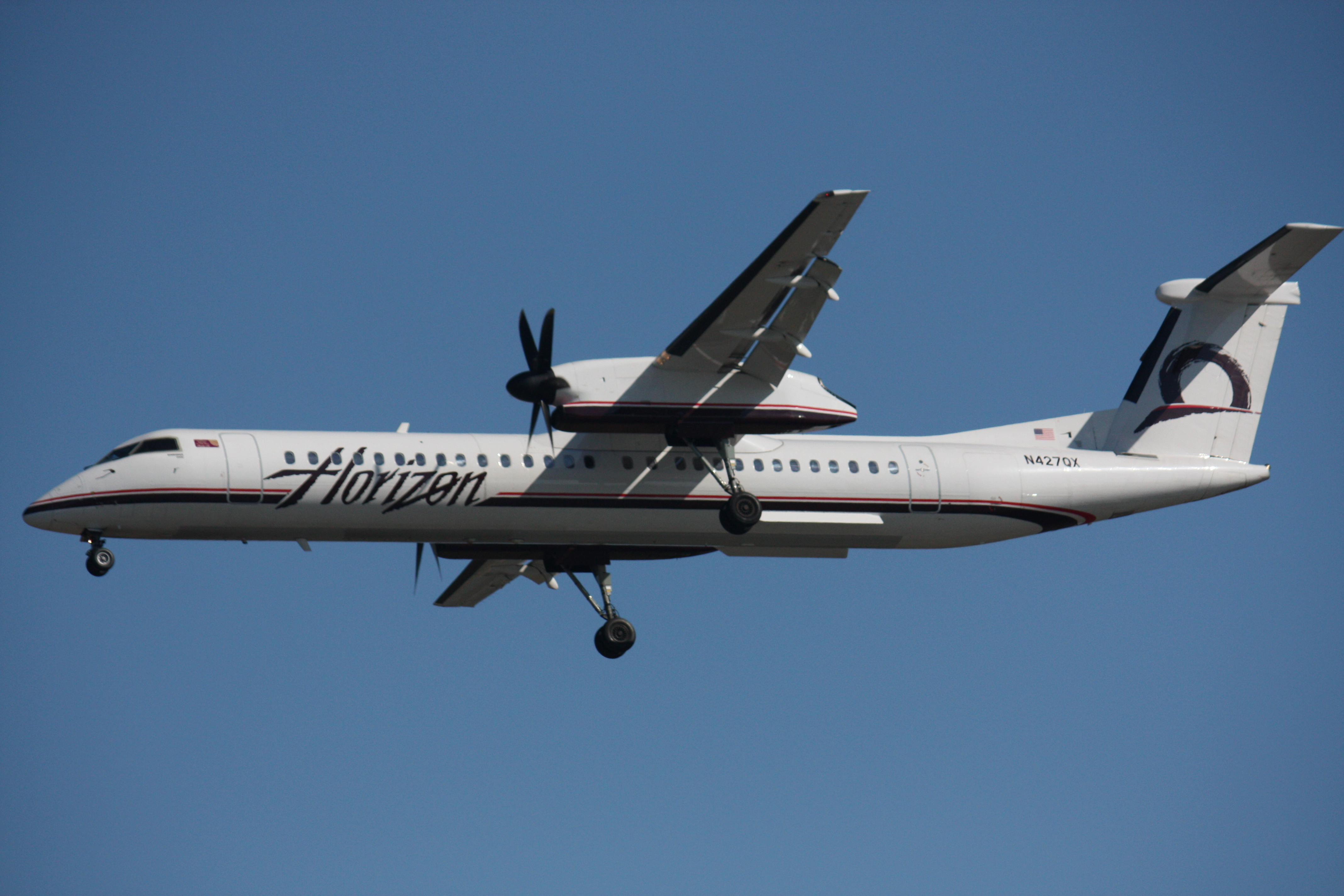
Bombardier Q400 в Международном аэропорту Ванкувера

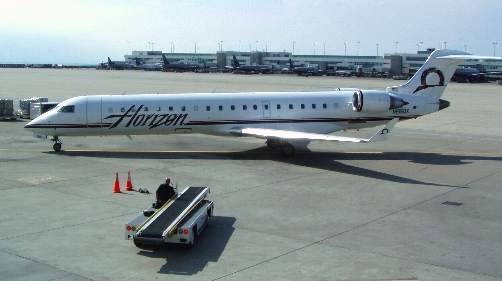
Bombardier CRJ-700 в Международном аэропорту Денвера

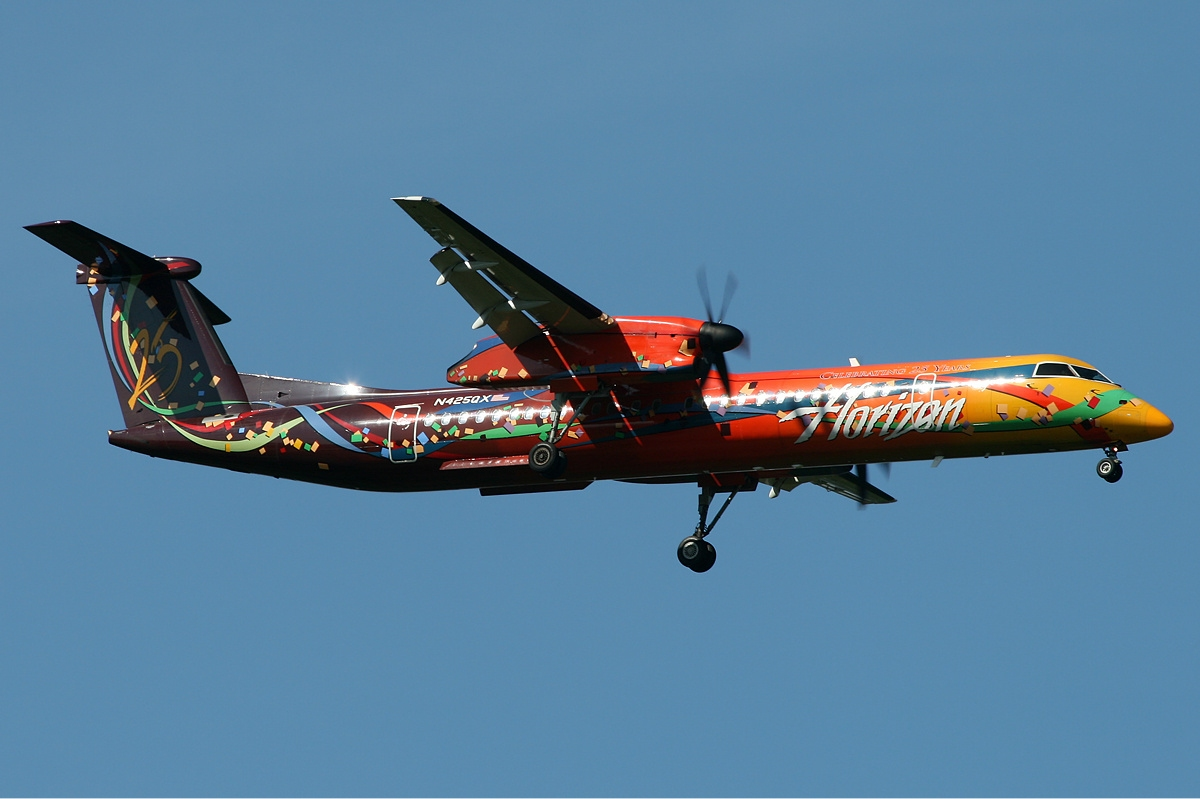
Bombardier Q400 в ливрее 25-летия авиакомпании Horizon Air

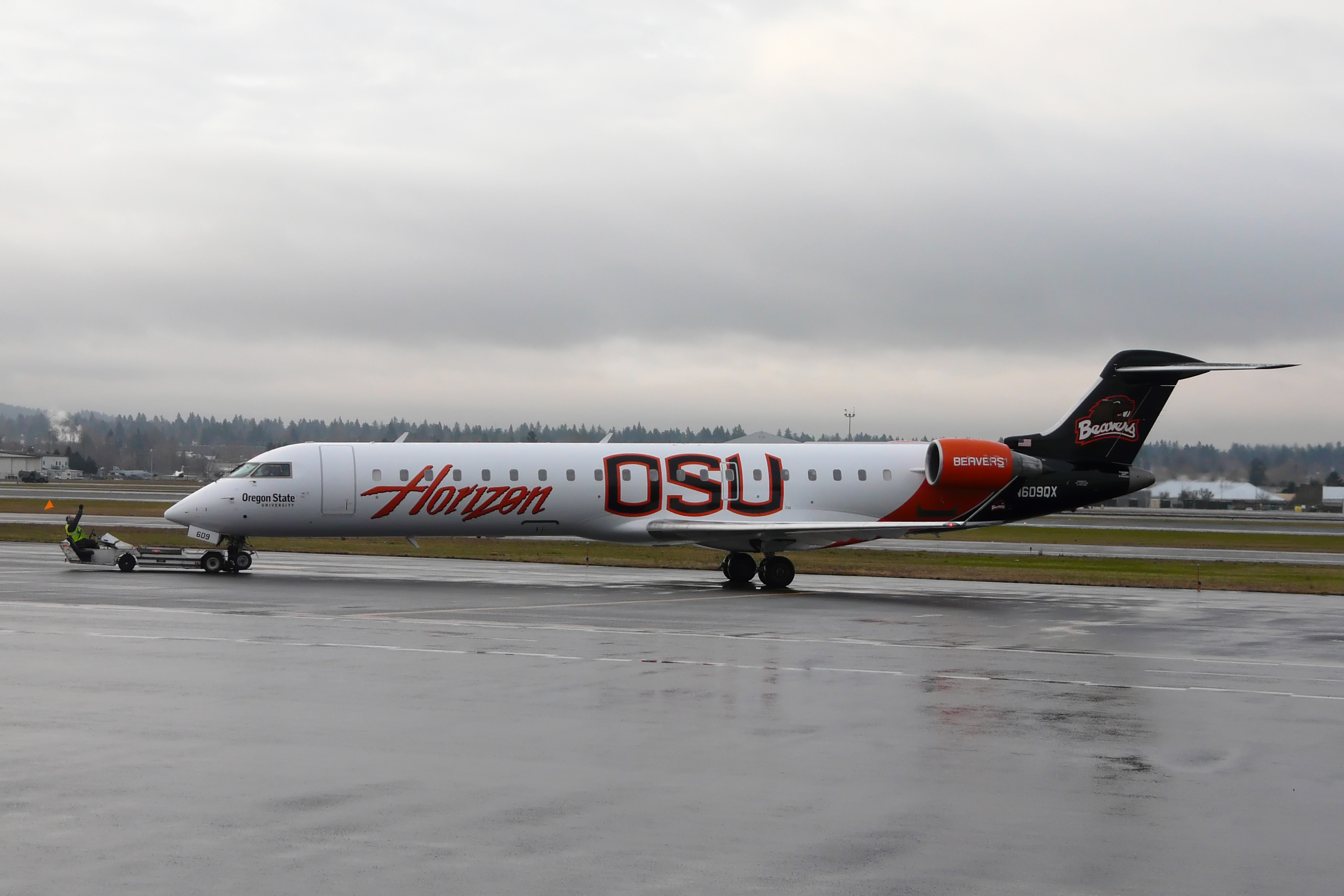
Bombardier CRJ-700 в тематической ливрее Университета штата Орегон, Международный аэропорт Портленд

По состоянию на июль 2021 года авиакомпания Horizon Air эксплуатирует воздушный флот из 62 узкофюзеляжных самолётов с пассажирскими салонами из одного экономического класса:
Средний возраст воздушных судов авиакомпании на июль 2021 года составлял 8,5 лет.
Самолёт CRJ-700 представляет собой 70-местный реактивный низкоплан, De Havilland Canada Dash 8 — 74 или 76-местный турбовинтовой высокоплан, все салоны оборудованы пассажирскими сидениями с кожаной обивкой. В 2008 году авиакомпания перевела невыполненные в срок заказы на поставку CRJ-700 в заказ самолётов Q400.

### История воздушного флота компании
Horizon Air эксплуатировала или эксплуатирует в настоящее время следующие типы воздушных судов (перечислены в алфавитном порядке):
- Bombardier Dash 8-100[26]
- Bombardier Q200[26]
- Dornier 328[27]
- Douglas DC-9[12]
- Fairchild F-27[28]
- Fairchild Metroliner II (бывшая компания Air Oregon)[29]
- Fairchild Metroliner III (бывшая компания Air Oregon)[29][30]
- Fokker F28[31]

### Ливреи самолётов
Первоначально дизайн ливреи самолётов авиакомпании включал в себя рисунок заката солнца на морском побережье со стилизованной надписью «Horizon» («Горизонт»). В настоящее время ливреи воздушных судов по своей стилистике схожи с ливреями партнёрской по холдингу авиакомпанией Alaska Airlines, исключения представляют горизонтальные полосы (тёмно-красные у Horizon Air в сравнении с синими у Alaska Airlines) и изображения на вертикальном стабилизаторе, содержащие стилизованный рисунок заката солнца, вместо изображения коренного жителя Аляски у Alaska Airlines. Разработаны и используются шесть специальных дизайнов, четыре из которых несут самолёты CRJ-700 и две — лайнеры Q400. У нескольких самолётов Dash-8
рядом с передним левым выходом печатными буквами нарисованы названия основных аэропортов маршрутной сети авиакомпании.

### Специальные ливреи
Четыре лайнера CRJ-700, ранее работавшие под брендом Frontier JetExpress, окрашены в специальные цветовые схемы четырёх высших учебных заведений: Орегонского университета, Университета штата Орегон, Вашингтонского университета и Университета штата Вашингтон.
Четыре самолёта Q400 также несут на себе специальные дизайны ливрей:
- регистрационный номер N425QX — дизайн, разработанный к 25-летию образования авиакомпании Horizon Air и включающий в себя яркую расцветку с серпантином и конфетти;
- регистрационный номер N435QX — под стиль Вашингтонского университета[25][33];
- регистрационный номер N437QZ — в цветовой гамме Университета Бойсе, созданной в честь 25-летнего юбилея университета[34];
- регистрационный номер N439QX — оригинальная окраска самолёта с надписью «Comfortably Greener», призванная подчеркнуть экономию затрат в использовании самолётов Q400 по сравнению с другими региональными реактивными лайнерами[35].

### Планы авиакомпании
Руководство Horizon Air планирует к 2012 году вывести из эксплуатации реактивные самолёты CRJ-700 (в том числе и те девять единиц, которые вернутся из аренды в авиакомпании Frontier JetExpress) и заменить их турбовинтовыми лайнерами Q400. Самолёты Q200 уже сняты с эксплуатации и переданы в региональную авиакомпанию CommutAir.

## Услуги и сервис

### Залы ожидания Board Room
Авиационный холдинг Alaska Air Group использует собственную торговую марку «Board Room» для обозначения собственных залов ожидания в аэропортах. В настоящее время залы «Board Room» расположены в шести аэропортах западного побережья: Анкоридже, Лос-Анджелесе, Портленде, Сан-Франциско, Сиэтле и Ванкувере. Пассажиры — члены программы «Board Room» могут использовать сервис программы «SKY CLUB» авиакомпании Delta Air Lines в аэропортах по всей стране. Условия вступления в программу «Board Room» находятся в весьма широком диапазоне выбора: от однодневного сервиса, разовая цена по которому составляет 30 долларов США, до 850 долларов за непрерывное членство в программе в течение трёх лет. Пассажиры, обладающие статусом «MVP» (см. ниже) получают 50%-ную скидку на тарифы вступления в программу «Board Room», а пассажиры со статусом «MVP Gold» вовсе освобождаются от вступительных взносов в данной программе. Тем не менее, обе категории привилегированных пассажиров не освобождаются от ежегодных членских взносов.

### Программа Mileage Plan
Холдинг Alaska Air Group имеет собственную бонусную программу поощрения часто летающих пассажиров «Mileage Plan», распространяющуюся на авиакомпании Alaska Airlines и Horizon Air холдинга, а также на пассажиров авиакомпаний-членов глобальных авиационных альянсов Oneworld (American Airlines, British Airways, Cathay Pacific, LAN Airlines, Qantas), SkyTeam (Air France, Delta Air Lines, Northwest Airlines), а также на пассажиров компаний Air Pacific, Era Aviation, Frontier Alaska, Mokulele Airlines и PenAir. Получение статуса «MVP» и «MVP Gold» автоматически дают право на использование высших привилегий программы «Mileage Plan».
Бонусная программа не подразумевает членских взносов, вступление в неё происходит автоматически при достижении пассажиром определённого налёта в течение 24-х последних месяцев. Более того, если в течение девяти месяцев после вступления пассажира в «Mileage Plan» им не накапливается необходимых миль полётов или в течение 24-х месячного периода не совершается полётов вообще, членство в бонусной программе аннулируется автоматически.

### MVP и MVP Gold
Программы «MVP» и «MVP Gold» являются бонусными программами поощрения часто летающих пассажиров высшего уровня и основаны на расчётах полётов пассажиров в течение последнего календарного года. В числе стандартных привилегий пассажиры — члены программ «MVP» и «MVP Gold» не оплачивают вступительные взносы в «Board Room», имеют полные привилегии бонусной программы «Mileage Plan», начисляемые дополнительные мили, бесплатные полёты, приоритеты на регистрации билетов и посадке в самолёт и возможность улучшения класса перелёта.

#### MVP
Пассажир достигает статуса «MVP» в случае накопления им 20 тысяч миль на рейсах Horizon Air и Alaska Airlines, либо 25 тысяч миль на рейсах Horizon Air, Alaska Airlines, American Airlines, Delta Air Lines, KLM, Air France, LAN Airlines и Northwest Airlines, либо иными комбинациями полётов на рейсах авиакомпаний, с которыми у холдинга Alaska Air Group заключены партнёрские код-шеринговые договоры. Пассажиры-владельцы статуса «MVP» за 48 часов до вылета имеют право улучшить класс комфортности полёта с экономического до первого класса за счёт накопленных миль в бонусных программах.

#### MVP Gold
Золотой статус «MVP Gold» присваивается пассажирам при накоплении 40 тысяч миль на рейсах Horizon Air и Alaska Airlines, либо 50 тысяч миль на рейсах Horizon Air, Alaska Airlines, American Airlines, Delta Air Lines, KLM, Air France, LAN Airlines, Northwest Airlines, либо 60 полётов в одном направлении, или другими вариантами в комбинации с бонусной программой «Mileage Plan». Членство в «MVP Gold» даёт право на 100%-ный бонус в дополнительных милях, приоритет на регистрации в Первый класс, приоритетное право на посадку в самолёты Horizon Air и Alaska Airlines. Пассажиры, имеющие статус «MPV Gold», могут повысить класс обслуживания своего билета с Y, S, B, M, H до уровня Первого класса в любое время, до более низких уровней — за 72 часа до вылета своего рейса. В течение 12 месяцев владельцам «MVP Gold» предоставляется 4 бесплатных возможности повысить класс обслуживания и для своих знакомых, не являющимся членами данной программы. Бонус на 50 тысяч миль предоставляется владельцам статуса «MVP Gold», накопивших 75 тысяч миль на рейсах вышеперечисленных авиакомпаний, либо пассажирам, совершившим данными компаниями сто полётов в один пункт назначения.

### Питание и сервис на борту
Начиная с 1991 года на рейсах авиакомпании подаётся кофе Starbucks, который первоначально варится наземной службой бортпитания в терминалах аэропортов, затем наливается в специальные контейнеры (термосы) и загружается в самолёты. Помимо кофе пассажирам предлагаются бесплатные пиво, вино и лимонад производства компании Jones Soda, подслащённый концентратом сахарного тростника вместо оригинального кукурузного сиропа, отличающегося высоким содержание фруктозы.
В отличие от своего партнёра, авиакомпании Alaska Airlines, Horizon Air не планирует вводить на своих рейсах услуги беспроводного доступа в сеть Интернет.

## Авиапроисшествия и несчастные случаи
- 2 мая 1986 года, самолёт Fairchild Metroliner, следовавший регулярным рейсом из Юджина (Орегон) в Портленд был захвачен террористом. Лайнер произвёл посадку в Хиллсборо для дозаправки, во время выполнения которой пилот вызвал сотрудников ФБР[49].
- 15 апреля 1988 года, рейс 2658 Сиэтл-Спокан, самолёт de Havilland Dash 8-100 (регистрационный номер N819PH). После взлёта из Международного аэропорта Сиэтл/Такома вследствие производственного дефекта произошло возгорание второго двигателя (правая сторона) самолёта. При попытке совершить аварийную посадку в аэропорту Сиэтла лайнер совершил грубую посадку на рулёжные дорожки B7 и B9 и был почти полностью разрушен. Несмотря на крайне тяжёлые повреждения самолёта из 37 пассажиров и трёх членов экипажа никто не погиб, четвёро человек получили серьёзные травмы[50][51].
- 23 мая 1990 года в кабине самолёта Fairchild Metroliner III, совершавшего регулярный рейс из Портленда в Сиэтл, вылетел пассажирский иллюминатор. Инцидент произошёл на высоте 4300 метров над городом Олимпия, штат Вашингтон. Самолёт произвёл посадку в аэропорту Сиэтла, одного пассажира (который частично был вытянут декомпрессией в иллюминатор) пришлось доставить в местную больницу с незначительными травмами[52][53].
- 10 августа 2018 года, работник Horizon Air угнал турбовинтовой самолет Bombardier Q400 Dash-8 и взлетел из международного аэропорта Сиэтл/Такома. Самолёт разбился на острове в заливе Пьюджет-Саунд.[54]